# James Gerard
James Watson Gerard, född 25 augusti 1867, död 6 september 1951, var en nordamerikansk diplomat.
Gerard, som blev advokat i New York 1892, var en framträdande medlem av det demokratiska partiet och utsågs 1913 till USA:s ambassadör i Tyskland. Den 3 februari 1917 lämnade han landet då de diplomatiska förbindelserna mellan länderna avbröts, och blev därefter på nytt praktiserande advokat i New York. Gerard skrev två böcker om sin tid i Tyskland, My four years in Germany (1917, svensk översättning samma år), och Face to face with kaiserism (1918, svensk översättning samma år) om sina år i Tyskland - båda starkt tyskfientliga och tämligen vinklade.